# Darda (broń drzewcowa)

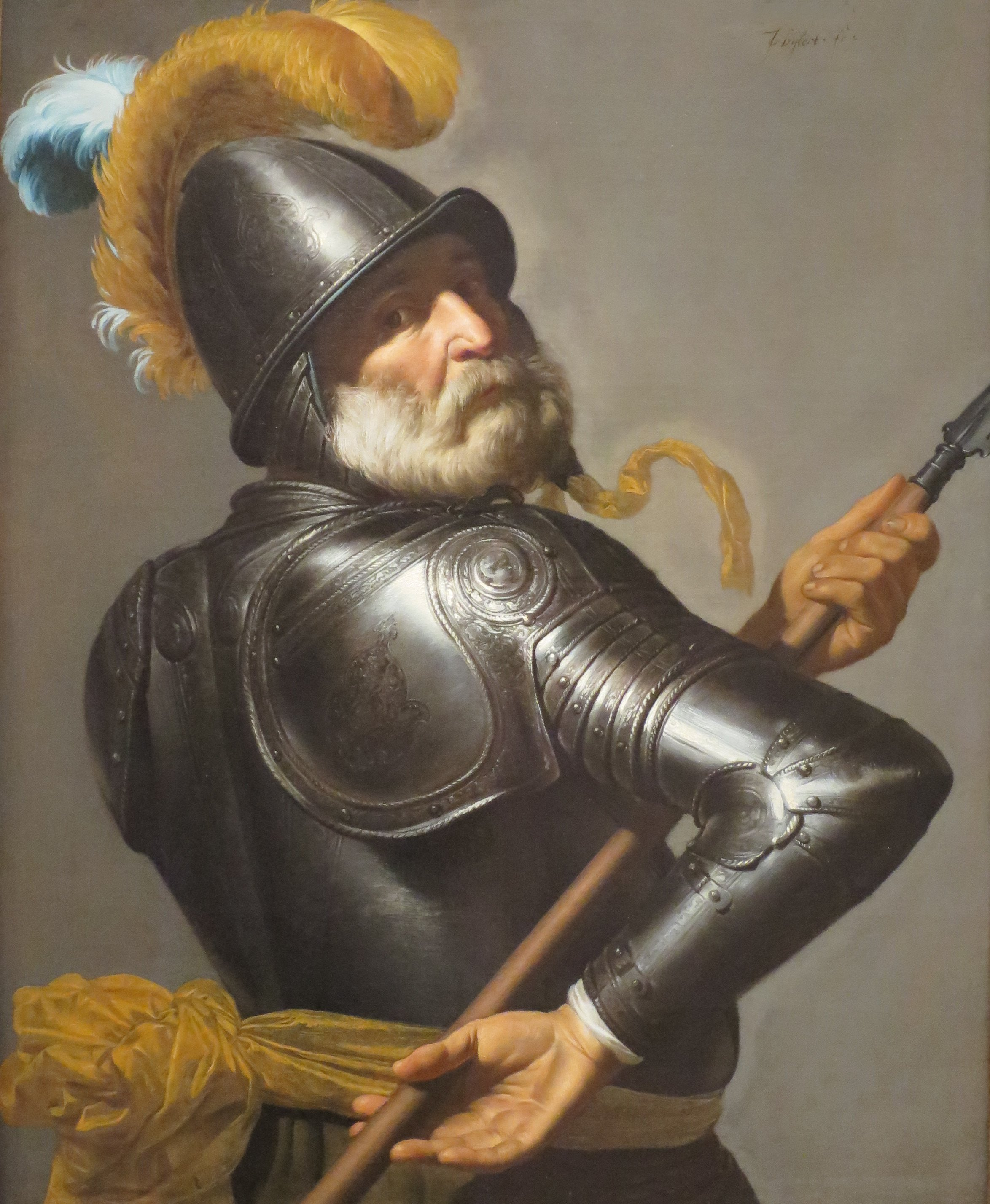

Darda (fr. dard – grot), półpika – europejska krótka broń drzewcowa, rodzaj piki.
W zachodniej Europie używana początkowo do miotania jako włócznia, ale od XII wieku jako kolna broń piechoty.
W Polsce używana w XVI–XVII wieku przez podoficerów wojsk pieszych jako oznaka godności (rangi).